# 미하일 말레이노스
성 미하일 말레이노스(그리스어: Μιχαήλ Μαλεΐνος,  894경년–961년 7월 12일)는 소아시아의 기독교인들 사이에서 큰 존경을 받은 동로마 제국의 수도자였다. 그는 콘스탄티노스 말레이노스의 형제이자 니키포로스 포카스의 삼촌으로, 니키포로스는 미하일의 영향을 크게 받았으며 그의 사후 몇년 뒤에 황제가 되었다. 성 미하일 수도자의 축일은 7월 12일이다.